# 延陀勃
延陀勃（えんだぼつ、朝鮮語: 연타발、生没年不詳）は、百済の建国者温祚の母方の祖父。卒本扶余人。延陀勃の娘召西奴は、扶余の部族王である解扶婁の孫である優台と結婚し、沸流と温祚の二人の息子を儲ける。

## 人物
『三国史記』百済本紀によると、延陀勃は卒本扶余人で、召西奴の父である。
『三国史記』百済本紀の中の分注（注釈）部分によると、百済の始祖は沸流であり、沸流の父親は北扶余王である解扶婁の庶孫である優台で、母親が卒本扶余の延陀勃の娘である召西奴である、と書かれている。
優台は早くに亡くなり、未亡人の召西奴は高句麗の始祖となる朱蒙と出会う。朱蒙と召西奴は恋に落ち、結婚したが、紀元前19年、朱蒙の扶余時代の妻である礼氏と彼女の生んだ息子解儒留（後の瑠璃明王）が扶余から逃れてきた。これを喜んだ朱蒙は解儒留を太子とし、礼氏を第一夫人にし、召西奴を第二夫人にする。傷ついた召西奴は息子の沸流と温祚と家臣とその一族、そして扶余部族の桂婁部の民とともに南下した。沸流は海辺に住みたいと弥鄒忽に行き、温祚は家臣と力を合わせて河南地域に慰礼城を築き、国名を十済とし、その国が後の百済となる。
韓国ドラマ『朱蒙』では、ハン・ヘジン扮する召西奴をヒロインに、父親の延陀勃は卒本・桂婁で商団を運営する君長と設定、優台は解扶婁の庶孫ではなく、延陀勃の家臣という設定で登場し、召西奴を静かに見守る兄タイプのキャラクターとなった。

## 家族
- 娘：召西奴
- 孫：沸流
- 孫：温祚